# St. Leon (Indiana)
Saint Leon és una població dels Estats Units a l'estat d'Indiana. Segons el cens del 2000 tenia 387 habitants.

## Demografia
Segons el cens del 2000, Saint Leon tenia 387 habitants, 133 habitatges, i 109 famílies. La densitat de població era de 20,9 habitants/km².
Dels 133 habitatges en un 35,3% hi vivien nens de menys de 18 anys, en un 74,4% hi vivien parelles casades, en un 6% dones solteres, i en un 17,3% no eren unitats familiars. En el 15,8% dels habitatges hi vivien persones soles el 8,3% de les quals corresponia a persones de 65 anys o més que vivien soles. El nombre mitjà de persones vivint en cada habitatge era de 2,91 i el nombre mitjà de persones que vivien en cada família era de 3,25.
Per edats la població es repartia de la següent manera: un 27,1% tenia menys de 18 anys, un 7,2% entre 18 i 24, un 25,6% entre 25 i 44, un 23,8% de 45 a 60 i un 16,3% 65 anys o més.
L'edat mediana era de 38 anys. Per cada 100 dones de 18 o més anys hi havia 104,3 homes.
La renda mediana per habitatge era de 39.821$ i la renda mediana per família de 52.000$. Els homes tenien una renda mediana de 42.500$ mentre que les dones 19.107$. La renda per capita de la població era de 19.225$. Entorn del 5,7% de les famílies i el 8,4% de la població estaven per davall del llindar de pobresa.

## Poblacions més properes
El següent diagrama mostra les poblacions més properes.